# أوريكو
أوريكو (بالبرتغالية: Valdemar Rodrigues Martins‏) (مواليد 13 يونيو 1932) هو لاعب كرة قدم. يلعب مع منتخب البرازيل لكرة القدم. سبق له أن لعب في كأس العالم لكرة القدم مع منتخب بلاده.

## روابط خارجية
- أوريكو على موقع الاتحاد الدولي (مؤرشف)  (الإنجليزية)
- أوريكو على موقع قاعدة بيانات كرة القدم.إي يو (الإنجليزية)
- أوريكو على موقع ناشيونال فوتبول تيمز (الإنجليزية)
- أوريكو على موقع Soccerway.com (الإنجليزية)
- أوريكو على موقع عالم كرة القدم.نت (الإنجليزية)